# Epsilon Indi (groupe)
Pour les articles homonymes, voir Epsilon Indi.
Epsilon Indi est un groupe de rock italien, originaire de Rome. Formé en 1987, son style musical se caractérise par des sonorités qui varient du rock néo-progressif à la musique expérimentale et électronique. Leur nom Epsilon Indi est une étoile située dans la constellation de l'Indien, une des plus proches de la Terre.

## Biographie

### Années 1990
Les Epsilon Indi se forment de la fusion d'une compagnie de danse-théâtre et d'un groupe musical. Sa composition officielle n'est jamais la même, on peut comparer la bande à une espèce de Factory, où la production artistique ne se limite pas seulement à la musique, mais aussi au développement de clips, chorégraphies, peintures, sculptures, scénographies, design graphiques qui termine en un projet commun.
En 1990 sort È meglio che la luce rimanga spenta, bande originale du spectacle théâtre-danse avec chorégraphie de Patrizia Cavola, Annarita Corsi, Simona di Giacomo, Ivàn Truol, Antonella Ventura. La même année sort Bianco sole, bande originale du spectacle théâtre-danse de la Compagnia Atacama avec Patrizia Cavola et Ivàn Truol. En 1992, ils sortent A Distant Return, leur premier album de la bande, produit par Angel Records. En 1993 sort A sud del cuore, seconde cassette audio des Epsilon Indi qui contient la bande originale du spectacle théâtre-danse de la Compagnia Atacama. En 1994, le groupe publie son troisième opus, The Stolen Silence, produit par Epsilon Records. 
En 1996 sort Il mondo alla rovescia, bande originale du film de Isabella Sandri, suivie l'année suivante (1997), par Dal sud, bande originale du spectacle théâtre-danse de la Compagnia Atacama. Cette même année, sort le quatrième album d'Epsilon Indi, Giro di lune tra terra e mare, avec la bande originale du film de Giuseppe Gaudino en concours en 1997 au 54° Mostra de Venise, pour lequel les Epsilon Indi publient un CD en distribution limitée, destiné exclusivement pour le festival. Le film est vainqueur de différents prix entre autres la Grolla d'Oro pour la meilleure réalisation à Saint-Vincent, le Tigre d'or comme meilleur film au 27° Festival international du film de Rotterdam en 1998, et le prix Qualité du Ministère pour les Biens et les Activités culturels italien.
En 1997, le groupe sort Gli spiriti delle mille colline, bande originale pour le documentaire d'Isabella Sandri, vu à Venise dans la section « Semaine international de la critique ». Cette même année, Epsilon Indi participe avec le cinquième chanson Crashing Dreams à Progressivamente, une compilation de différents artistes présentée par Guido Bellachioma. En 1998 sort Sguardo rubato (spettacolo di danza urbana), bande originale du spectacle théâtre-danse de la Compagnia Atacama avec Patrizia Cavola et Ivàn Truol. Gaundri Music, le cinquième album d'Epsilon Indi sort ; le titre vient du nom de Giuseppe Gaudino (GAU) et d'Isabella Sandri (NDRI), et d'une déformation phonétique du mot anglais country music. L'album contient les mélodies utilisées pour le film Giro di lune tra terra e mare.
En 1999 sort La Casa dei limon d'Isabella Sandri et Giuseppe Gaudino, un documentaire coproduit par la chaine télévisée italienne RAI avec les morceaux d'Epsilon Indi. La même année, Epsilon Indi publie son sixième album, intitulé Crystal Soup,  produit par le quotidien italien Il manifesto. Il contient entre autres un CD-ROM interactif. Cet album n'a pas de pochette officielle puisqu'en pliant les pages on peut obtenir quatre différentes pochette.

### Années 2000
En 2000, Quando una donna non dorme, bande originale du film de Nino Bizzarri, vainqueur du « Prix qualité du Ministère de la Culture italien ». La même année sort Animali che attraversano la strada, bande originale du film d'Isabella Sandri, présenté hors-concours au Festival de Venise 2000. En 2001 sort La Cama, bande originale du spectacle théâtre-danse de la Compagnia Atacama. L'album est produit par le groupe et distribué pendant le spectacle. La même année sort I quaderni di Luisa, bande originale pour le documentaire d'Isabella Sandri ; Scalamara, bande originale du film homonyme de Giuseppe Gaudino ; Amore 101, 102,103…, bande originale du court métrage de Giuseppe Gaudino, qui obtient la Menzione Speciale au Festival du film de Turin et invité au 31e Festival International du Film de Rotterdam. La publicité télévisée contre la torture pur Amnesty International, réalisation de Giandomenico Curi, et d'autres chansons utilisés à titre gratuit pour la même organisation.
En 2002 sort O Ciuna, bande originale du film documentaire de Giuseppe Gaudino, présenté au Festival du film de Turin. En 2003 sort Materiali a confronto, bande originale pour le documentaire de Gaudino présenté au 60e Biennale de Venise, section Nouveaux Territoires, suivi par La zattera di sabbia, bande originale pour le documentaire de Sandri. En 2004 sort une autre bande originale, Maquillas, du film documentaire produit par Fandango de Sandri et Gaudino, qui gagne le Prix Cipputi au Festival du film de Turin. Cette bande est suivie par Istruzioni per rendersi infelici du spectacle théâtre-danse de la Compagnia Atacama. En 2005, sort Ma non c'è nessun biondo?, une collaboration au projet de l'association AIKO, qui a comme objectif de donner voix à des personnes handicapées mentales qui ont perdu la possibilité de vivre avec les autres. Les Epsilon Indi propose deux chansons inédits : Il Pensatoio et L'Angelo, avec l'acteur Luigi Lo Cascio. 
…Ma non c’è nessuno biondo? est un double album qui arrive après cinq ans de travail et 21 chansons, les textes sont une collaboration de différents artistes du monde de la musique italien : Subsonica, P.R.G., Sud Sound System, Franco Battiato, Aires Tango, Epsilon Indi et l'acteur Luigi Lo Cascio. Présenté par le Mairie de Rome et du secteur pour les politiques sociales, le 11 juin 2006, l'album est présenté à Rome au théâtre Casa del Jazz, avec un spectacle de musique, vidéos et lecture des textes. Le but est de récupérer les fonds nécessaires pur différentes associations sociales. Le CD est distribué par Materiali Sonori Associated. En 2006 sort Caos et L'ambito  de la Compagnia Atacama. En 2009, les Epsilon Indi travaillent à une série de radio-drama appelée Radiodrammi su Radiorock.to en podcasts avec l'actrice Patrizia Hartman.

### Années 2010
En 2010 sort Esposta, la bande originale du spectacle théâtre-danse de la Compagnia Atacama. Elle est suivie par Per questi stretti morire (cartografia di una passione), du film documentaire de Sandri et Gaudino, qui est présenté au Mostra de Venise. C'est le septième album du groupe, produit par Cantoberon Multimedia et distribué durant le festival. Entretemps, Epsilon Indi commencent à travailler à leur prochain album.
En 2011, ils sortent Shine, premier vidéoclip présenté avant la sortie du CD. En 2012 sort Wherein we Are Water, huitième album d'Epsilon Indi, produit par Cantoberon Multimedia, Shine est un album-concept avec comme thème prédominant l'eau,. Pour la première fois les paroles sont en anglais. En 2013 sort Galleggio, Annego, Galleggio, bande originale du spectacle théâtre-danse de la Compagnia Atacama. En 2015, ils sortent Per amor vostro, bande originale pour le film de Gaudino présenté au 72e Biennale de Venise avec Valeria Golino qui remporte la Coupe Volpi pour la meilleure interprétation féminine.

## Membres

### Membres actuels
- Sergio de Vito - piano, piano électrique, échantillonnage, percussions, arrangements (depuis 1987)
- Antonio Leoni - basse, guitare acoustique, voix (depuis 1987)
- Simone Bertugno - guitare électrique, arrangements, voix (depuis 2010)
- Alessandro Bruno - guitare électrique, voix (depuis 1987)
- Giulio Caneponi - batterie, percussions (depuis 2000)
- Alex Romagnoli - chant (depuis 1987)

### Anciens membres
- Fabio Palmieri - guitare classique, guitare électrique, guitare acoustique (1992-1999)
- Armando Rossetti - piano électrique (1992-1999)
- Marco Ramacciotti - midi horn, saxophone ténor (1992-1994)
- Ale Sordi - percussion (1992-1994)
- Bassidou Compaoré - voix, percussions (1992-1999)
- Marco Testoni - percussion (1992)
- Mauro Monte - piano électrique (1992)
- Franco Patimo - cymbale (1994)
- Ernesto Ranfi - contrebasse (1994)
- Cathy Stevens - alto (1994)
- Luca Venitucci - accordéon (1994)
- Katya Sanna' - chant (1994)
- Fulvio Biondo - piano électrique (1994)
- Francesco Baldi - violon (1994-1999)
- Angelo Spizzichino - violon (1994-1999)
- Anna Maria Kunkar - violon (1994-1999)
- Gioriga Franceschi - alto (1994)
- Francesca Ienuso - alto (1994)
- Marco Onofri - instrument à fil (1994)
- Emma Giannotti - voix (1998-1999)
- Maurizio Siciliani - guitare acoustique (1998-1999)
- Stefano Mostocotto - batterie (1999)
- Massimo Marracini - batterie, vibraphone, xylophone (1999)
- Renato Ciunfrini - clarinette (1998-1999)
- Stefania Anzellotti - voix (1998-2011)
- Elena Sansonetti - voix (1999)
- Paolo Botti - alto (1999)
- Marco Schiavoni - accordéon (1999)

## Discographie

### Albums studio
- 1992 : A Distant Return
- 1993 : A Sud del Cuore
- 1994 : Stolen Silence
- 1997 : Tra Terra e Mare
- 1998 : Gaundri Music
- 1999 : Crystal Soup
- 2010 : Per Questi Stretti Morire
- 2012 : Wherein We Are Water

### Compilation
- 1997 : Progressivamente

### Bandes originales
- 1995 : Il Mondo alla Rovescia
- 1997 : Giro di Lune tra Terra e Mare
- 1997 : Gli Spiriti delle Mille Colline
- 1999 :  La Casa dei Limoni
- 2000 : Animali che Attraversano la Strada
- 2000 : Quando una Donna non Dorme
- 2000 : Aldis Amore 101, 102, 103...
- 2001 : Scalamara (produit par Nanni Moretti pour le Diari della Sacher)
- 2001 : I Quaderni di Luisa (produit par Nanni Moretti pour le Diari della Sacher)
- 2002 : O'Ciuna
- 2003 : Materiali a Confronto
- 2003 : La Zattera di Sabbia
- 2003 : Scalo a Baku
- 2004 : Maquilas
- 2010 : Per questi stretti morire (Cartografia di una passione)
- 2015 : Per Amor Vostro

### Bandes originales théâtrales
- 1990 : E' Meglio che la Luce Rimanga Spenta
- 1990 : Bianco Sale
- 1993 : A Sud del Cuore
- 1997 : Dal Sud
- 1998 : Sguardo Rubato
- 2001 : La Cama
- 2004 : Istruzioni per Rendersi Infelici
- 2006 : Caos
- 2008 : L'ambito
- 2010 : Esposta
- 2013 : Galleggio, Annego, Galleggio

### Vidéoclips
- 2001 : The Temple and the Snail
- 2001 : For the Last Time
- 2001 : The Forsaking
- 2001 : Crystal Soup
- 2001 : Dreamfall Weaver
- 2006 : Il Pensatoio
- 2011 : Shine
- 2012 : Unreal